# Booty Bounce (bài hát của Tujamo & Taio)
"Booty Bounce" là một bài hát của nhà sản xuất nhạc electro-house người Đức Tujamo, mà sau này được phối lại từ giọng ca người Anh Taio Cruz. Ca khúc phát hành như một đĩa đơn kỹ thuật số tải xuống ở Đức vào 1 tháng 2 năm 2016 bởi Spinnin' Records. Ca khúc nằm trong bảng xếp hạng ở Đức và Hà Lan.

## Danh sách bài hát
| Tải xuống kỹ thuật số | Tải xuống kỹ thuật số                      | Tải xuống kỹ thuật số |
| STT                   | Nhan đề                                    | Thời lượng            |
| --------------------- | ------------------------------------------ | --------------------- |
| 1.                    | "Booty Bounce" (Radio Edit)                | 3:15                  |
| 2.                    | "Booty Bounce" (Extended Mix)              | 4:01                  |
| 3.                    | "Booty Bounce" (Instrumental Radio Edit)   | 3:19                  |
| 4.                    | "Booty Bounce" (Instrumental Extended Mix) | 4:16                  |

## Bảng xếp hạng

### Theo tuần
| Bỉ (Ultratip Flanders)                      | 51              |
| Bỉ (Ultratop Dance Bubbling Under Flanders) | 2               |
| Bỉ (Ultratop Dance Bubbling Under Wallonia) | 5               |
| Pháp (SNEP)                                 | 118             |
| Bảng xếp hạng (2016)                        | Vị trí cao nhất |
| Remix với Taio Cruz                         |                 |
| Bỉ (Ultratip Wallonia)                      | 19              |
| Bỉ (Ultratop Dance Wallonia)                | 18              |
| Đức (Official German Charts)                | 83              |
| Hà Lan (Single Top 100)                     | 77              |
| Dance Hà Lan (Dance Top 30)                 | 19              |

## Lịch sử phát hành
| Vùng | Ngày               | Định dạng      | Nhãn hiệu |
| ---- | ------------------ | -------------- | --------- |
| Đức  | 1 tháng 2 năm 2016 | Tải nhạc xuống | Spinnin'  |